# Захват заложников в Саратове
Захва́т зало́жников в Сара́тове — захват в заложники семи человек в разных частях Саратова, совершённый четырьмя заключёнными Саратовского изолятора № 1. 10 мая 1989 года четверо заключённых во время прогулки захватили двух сотрудниц СИЗО и двух находившихся под следствием подростков, потребовав оружие, автомобиль и деньги с выездом из тюрьмы за пределы области. В ходе первоначальных переговоров при участии милиции удалось освободить только трёх человек: бандиты скрылись на микроавтобусе РАФ, взяв в заложники продавщицу, и ушли от преследования милиции.
Для освобождения заложников потребовалось вмешательство группы «А» («Альфа») Седьмого управления КГБ СССР: 11 мая они выяснили, что беглые заключённые забаррикадировались в одной из саратовских квартир, взяв в заложники семью и требуя крупную сумму денег, водку, наркотики и самолёт для вылета за границу. В ночь с 11 на 12 мая одна группа оперативников «Альфы» спустилась с крыши дома и вломилась в окна той квартиры, а вторая выбила дверь тараном, обезвредив бандитов и освободив всех заложников.

## Злоумышленники
10 мая 1989 года в Саратове в изоляторе № 1 УИТУ УВД Саратовского исполкома, расположенном по улице Кутякова (корпус № 3) проводилась прогулка подследственных, среди которых присутствовали особо опасные заключённые, готовившиеся совершить побег из изолятора.
- Владимир Рыжков[6] (1969 г. р.)[3]. В уголовной среде был известен под кличкой «Рыжий»[6]. Был осуждён за изнасилование[a], получив 8 лет тюрьмы, а после освобождения работал водителем троллейбуса. В феврале 1988 года он вместе с сообщниками И. Синевым, Н. Калинкиным и А. Заровняевым организовал группу по «выколачиванию денег», а 5 апреля они, встретив одного из своих знакомых Б., привезли его на квартиру к Синеву и начали жестоко избивать, требуя от него сумму в размере 50 тысяч рублей. Не добившись ничего от своей жертвы, они бросили мужчину в погреб, заклеив ему рот пластырем и приковав цепями к гире. На следующее утро Б. дал расписку на 3 тысячи рублей, которые вымогатели получили у его матери. Пострадавший обещал выплатить по аккредитивам 1445 рублей, для чего он вместе с бандитами направился в сберкассу. При оформлении документов он успел сбежать, заявив о случившемся в милицию. Рыжков и его сообщники были арестованы[7].
- Геннадий Семенютин[6] (1972 г. р.)[3]. В уголовной среде был известен под кличкой «Генерал пехоты»[6]. В прошлом служил в морской пехоте, имел первую судимость за драку, до ареста нигде не работал[7]. За два месяца до захвата заложников получил второй тюремный срок в виде 10 лет лишения свободы[4][6].
- Дмитрий Левахин[6] (1962 г. р.)[3]. Был судим пять раз, пятую судимость получил за то, что 12 марта 1988 года он со своими сообщниками С. Губарем и А. Сенаторовым избил человека (по показаниям свидетелей, он бил пострадавшего молотком по голове и туловищу, а его сообщники жгли на теле бумагу). За две недели до захвата заложников был приговорён к 9 годам лишения свободы[8] за грабёж и избиение человека[6].
- Юрий Збандут[b] (1956 г. р.)[3]. Был известен как хронический алкоголик, имел инвалидность и ходил на костылях. На его счету было четыре судимости, четвёртую он получил за убийство приятеля в пьяной драке[9].

Заключённые Рыжков, Семенютин и Збандут, сидевшие в камере № 177 изолятора на третьем этаже, разработали план побега ещё 7 мая 1989 года, подключив к нему Левахина из камеры № 176. Агентурная сеть изолятора не доложила о готовящемся побеге, поскольку среди осведомителей администрации изолятора оказался сам Збандут. 7 мая отмечал свой день рождения заместитель по оперативной работе начальника саратовского СИЗО Е. М. Лянгер, который проработал свыше 20 лет в уголовно-исполнительной системе. Прежде он был старшим оперуполномоченным по обслуживанию 3-го корпуса саратовского изолятора. Бандиты планировали осуществить свой побег 9 мая, однако перенесли на 10 мая в связи с тем, что Лянгер собирался отработать 9 мая на своём месте.

## Хронология событий

### Захват заложников
10 мая в 16:45 четверо заключённых начали приводить свой план в действие, взяв в заложники двух женщин — Валентину Тутукину и её коллегу Марию Грачёву. Рыжков, возвращаясь с прогулки, задержался у входа в камеру и неожиданно со всей силы ударил по лицу шедшую с ним Грачёву, втащив её затем в камеру: Семенютин и Збандут сорвали с неё одежду и взяли ключи, закрыв входные двери на этаж. Они бросились за второй женщиной-контролёром: Тутукина успела вбежать в хозяйственную комнату и нажать кнопку тревоги, прежде чем ворвавшийся туда уголовник сломал ей нос.
Бандиты открыли камеру, где сидел Левахин, и затем вытащили ещё нескольких подростков, находившихся под следствием. Двоих подростков злоумышленники привязали к дверям, ведущим на третий этаж, а сотрудниц избили и заперли в одной из камер. Все бандиты были вооружены заточками и фальшивыми гранатами (последние представляли собой раскрашенные муляжи из хлебного мякиша). Рыжков и его люди потребовали встречи с руководством УИТУ, представителями прокуратуры и УВД. Позже они потребовали присутствия лично прокурора, представителей областной власти и журналистов.

### Переговоры при участии милиции
В обмен на жизни заложников бандиты хотели получить 4 пистолета, 10 тысяч рублей, транспорт с правом выезда из тюрьмы за пределы области, спиртное и бронежилеты. В случае отказа банда Рыжкова угрожала убить всех заложников. Последующие переговоры продлились семь часов, а в связи с возникшей ситуацией был собран оперативный штаб из представителей УВД, КГБ, прокуратуры и командования подразделений внутренних войск МВД СССР.
Переговорную группу возглавлял начальник ИТУ Владимир Кобозев: на переговоры одним из первых вышел Лянгер, о бескомпромиссном характере которого знали как сотрудники изолятора, так и заключённые. Однако Рыжков потребовал от начальства убрать Лянгера, что Кобозев выполнил без промедлений. Вскоре к изолятору подъехали высокопоставленные чиновники: начальник отдела прокуратуры по надзору за ИТУ Юрий Бурлаков, представитель Управления КГБ по Саратовской области Алифиренко и исполняющий обязанности (прежде заместитель) начальника УВД Саратовской области Николай Водополов. Среди подъехавших к изолятору были также матери Рыжкова и Семенютина. Но милиция оказалась психологически не готова к переговорам, в то время как бандиты на фоне постоянных совещаний милиции неоднократно грозились расправиться над всеми заложниками. Так, Рыжков избивал женщин и подростков, Збандут угрожал убить их всех и выбросить трупы из окна, а Левахин и вовсе воткнул в спину одному из подростков заточку, ударив его ещё головой об стену. Захваченная в заложники Тутукина утверждала, что Рыжков бил её по животу и резал по щекам.
По ходу переговоров Лянгера пригласили в пищеблок СИЗО, где ему передали записку, составленную одним из уголовных авторитетов, являвшимся одним из наиболее опытных осведомителей Лянгера. Записку спустили на верёвке из окна камеры третьего этажа: в ней говорилось, что в планы Рыжкова были посвящены заключённые ещё одной камеры, которые отказались ему помогать. Автор записки попросил Лянгера передать ему пистолет в камеру на верёвке, чтобы изобразить готовность помочь Рыжкову: в момент, когда Рыжков готов был бы открыть дверь той самой камеры, автор намеревался застрелить бандитов. Однако этот план был отвергнут как Кобозевым, так и штабом. Другое предложение внёс тюремный охранник Александр Ионов, известный под прозвищем «Полтора Ивана» из-за своих габаритов: он сказал, что в стене лестницы третьего корпуса между первым и вторым этажами есть «глухое окно», и предложил устроить засаду, чтобы подстрелить хотя бы двух преступников (Рыжкова и одного из его сообщников): предполагалось, что двое других сообщников испугаются и сдадутся. Однако штаб отверг это предложение, решив, что эффект неожиданности здесь не может быть достигнут.
В итоге милиция вынуждена была пойти на уступки бандитам, чтобы спасти заложников. Позже в городе ходили слухи, что на этом настояла мать одного из арестантов, Дмитрия Левахина, которая лично попросила об этом областного прокурора: он же, по словам Водополова, запретил проводить силовую операцию с ликвидацией бандитов. Требования преступников при этом были удовлетворены частично: к дверям изолятора милиционеры подогнали заправленный микроавтобус РАФ-2203, а бандитам передали денежную сумму в размере 6 тысяч рублей и один пистолет Макарова с тремя магазинами на 24 патрона. Перед отправкой машины и оружия сотрудники милиции решили передать бандитам отваренные в масле пистолетные патроны, чтобы они стали непригодными для боевого использования, а РАФ решили не заправлять бензином до конца, чтобы машина в какой-то момент заглохла, и преступников можно было бы настигнуть. Однако когда Рыжков получил пистолет, то сделал два контрольных выстрела, разбив стёкла в одном из окон СИЗО: по звукам стало ясно, что оружие всё ещё исправно. В какой-то момент Лянгер попросил, чтобы ему позволили сесть за задний ряд кресел в автобусе РАФ и атаковать бандитов из засады, однако и это предложение было отклонено: по словам журналиста Александра Крутова, в последующие годы Лянгер презрительно отзывался о членах штаба, не простив им этого отказа.

### Бегство и новые заложники
В 22:00 преступники вышли из изолятора, держа в качестве живого щита заложников: к виску одной из сотрудниц Рыжков приставил пистолет, а его сообщники Збандут и Левахин держали наготове заточки, готовые убить подростков. Рядом с изолятором дежурили снайперы, которые были готовы в случае необходимости открыть огонь по преступникам, однако этой команды им не поступило. Семенютин же проверял, работает ли автомобиль. Только одна сотрудница изолятора и один подросток были освобождены, причём сотрудницу бандиты выбросили из машины (женщина была без сознания и чуть не умерла от побоев), а остальных заложников бандиты взяли с собой, уехав на машине из изолятора. Тем не менее милиции приказали не допустить того, чтобы машина покинула пределы Саратова. В погоню за ними бросились автомобили с сотрудниками наружного наблюдения, сам Лянгер за рулём «Жигулей» и начальник областного ГАИ Николай Дорошин в милицейском УАЗе.
Бандиты поехали по улице Кутякова в направлении Волги, после чего свернули на улицу Вольскую навстречу потоку машин. Милиция вынуждена была прекратить преследование бандитов, чтобы не создавать аварийную ситуацию на дороге. «РАФ» вскоре выехал на Большую Садовую улицу, где и заглох недалеко от Набережной Космонавтов. Однако банда Рыжкова не теряла времени и обнаружила «Жигули», под угрозой заставив их владельца отдать им машину. В течение последующих пяти часов преступники ездили по городу, нарушая все правила дорожного движения и порой стреляя. В районе 2 часов ночи милиция засекла преступников в районе улицы Радищева, начав их преследовать: на улице Коммунарной прозвучали звуки выстрелов, а около памятника Чернышевскому милиционеры очередью из автомата прострелили колёса угнанным «Жигулям». Рыжков сделал пять выстрелов в милицейскую машину, не попав ни разу, но пригрозил вернуть ему «РАФ» с полным баком горючего и прекратить любое преследование, угрожая убить всех заложников. Милиция вынуждена была уступить его требованиям: при пересадке в другую машину преступники заставили милиционеров встать так, чтобы заслонить обзор дежурившим на окрестных домах снайперам. Предложение Николая Дорошина взять его самого в заложники бандиты оставили без ответа.
Той же ночью бандитами была захвачена в заложники 19-летняя продавщица Ирина Закутаева, проходившая как свидетельница по делу Левахина. Банда же скрылась из поля зрения милиции, однако добралась до дома № 20 по улице Жуковского, где захватила в заложники супругов Просвириных и их двухлетнюю дочь Ирину. В течение последующих 12 часов ни сотрудники КГБ, ни сотрудники УВД не могли даже определить, покинули ли преступники город или нет. Город был перекрыт: на перекрёстках стояли КАМАЗы и бетонные плиты, дежурили милиционеры и бойцы внутренних войск. Был риск того, что преступники намеревались прорваться в аэропорт.

### Штурм при участии «Альфы»
Только в районе 15:00 милиция сумела установить местонахождение банды Рыжкова: во многом им помог телефонный звонок, совершённый малолетним заложником, который рассказал, где находятся бандиты. Дом был окружён сотрудниками УКГБ, однако узнавший об этом Рыжков выдвинул новые требования — крупную сумму денег, наркотики, водку и самолёт для вылета за границу. Для устрашения хозяйка квартиры и её дочь были привязаны к двери. УВД Саратовской области констатировало, что своими силами оно не сможет справиться с задачами штурма квартиры и спасения заложников.
В этот же день самолёт Ту-154 с 18 оперативниками группы «А» Седьмого управления КГБ СССР, также известной под названием «Альфа», приземлился на аэродроме Энгельса: среди прибывших были командир группы Виктор Карпухин и его заместитель Михаил Головатов, которые уже знали о захвате заложников и о неудачных переговорах, проводившихся саратовской милицией. По воспоминаниям очевидцев, участников операции отбирал Александр Лопанов, занимавший пост командира 1-го отделения группы «Альфа». Последующие попытки вести переговоры при участии начальника ГАИ Саратовского облисполкома и заместителя областного прокурора провалились: бандиты не только требовали всё вышеперечисленное вместе с автоматом и бронежилетом в обмен на жизнь ребёнка, но стали также избивать женщину-заложницу.
В ночь с 11 на 12 мая оперативный штаб принял решение брать штурмом квартиру. Операцией по штурму командовал непосредственно Карпухин: снайперы наблюдали за бандитами с помощью приборов ночного видения, а Карпухин и Головатов разведали стоявшую ниже квартиру и составили её схему. Начальник уголовного розыска Саратовской области полковник П. И. Семенищев, отбирая добровольцев для группы захвата, предупредил их, что преступники в последние часы стали вести себя крайне агрессивно и непредсказуемо. К тому моменту бандиты посадили на подоконник одного заложника, связав ему руки и пригрозив сбросить его с четвёртого этажа, если их требования не выполнят; аналогично они грозились сбросить и маленькую девочку. Водку и наркотики бандитам передали, привязав их к спущенной из окна верёвке. У дома к тому моменту собралось от 200 до 300 человек: по словам Семенищева, бандиты могли вычислить любого сотрудника УВД, если тот зашёл бы в дом, что осложняло проведение операции. Предполагая возможность выламывания двери, бандиты забаррикадировались изнутри, перекрыв проход разными бытовыми предметами вплоть до стиральной машины.
Было принято решение: штурм квартиры будут осуществлять только оперативники «Альфы», а бандитов желательно было захватить живыми. В связи с этим автоматы оперативников были снабжены магазинами с холостыми патронами. Ранним утром 12 мая в 3:10 бойцы «Альфы» заняли исходные позиции, а в 3:25 несколько бойцов из первой группы с помощью специального альпинистского снаряжения спустились с крыши и ворвались в окна захваченной квартиры; вторая группа вышибла дверь тараном. Один из бандитов, вооружённый пистолетом Макарова, успел сделать два выстрела, которые пришлись в бронещит. Группа захвата, пользуясь фактором внезапности, обезвредила Рыжкова и его людей. Никто из заложников не пострадал. Сотрудники «Альфы» сумели вызволить Тутукину, которую придавило вещами из баррикады. Двухлетнего ребёнка вынесли из дома первым.
Один из участников штурма, Игорь Орехов получил небольшие порезы руки и ноги: по всей видимости, это произошло, когда он выбивал оконные стёкла при штурме. Среди участников штурма в СМИ позже упоминались имена таких оперативников, как Александр Михайлов, Юрий Горкин, Владимир Елисеев, Валерий Бирюков, Виктор Лутцев, Евгений Первушин, Василий Леонов и Валерий Курденков. По некоторым оценкам, весь штурм занял семь секунд. Спустя несколько минут после начала штурма всех четверых бандитов вывели из здания: согласно саратовскому журналисту Олегу Винсу, оперативники вынуждены были защищать задержанных от тех, кто «хотел скорой расправы».

## Итоги
Перед судом предстали не только четверо заключённых во главе с Рыжковым, но и сообщники Рыжкова по уголовному делу об избиении человека и вымогательстве 50 тысяч рублей, а также сообщники Левахина по делу об избиении человека. Уголовные дела в отношении Рыжкова и в отношении Левахина были объединены вместе с делом о побеге. Расследованием занималось Управление КГБ по Саратовской области, а на завершающей стадии расследование доверили областной прокуратуре. Суд проходил в следственном изоляторе, в связи с чем была усилена охрана подсудимых. Перед вынесением приговора Рыжков в разговоре с журналистом С. Ю. Михайловым недвусмысленно намекнул на то, что готов к смертному приговору.
Суд приговорил Рыжкова к 15 годам лишения свободы с отбыванием первых 10 лет в тюрьме и последующих 5 в ИТК строгого режима. Левахин был приговорён к 14 годам лишения свободы с отбыванием первых 5 лет в тюрьме. Семенютин был приговорён также к 14 годам лишения свободы с отбыванием наказания в ИТК строгого режима. Збандут как особо опасный рецидивист получил 15 лет строгого режима. Калинкина, проходившего по другому уголовному делу, приговорили к 6,5 годам лишения свободы с отбыванием в ИТК строгого режима, Губаря — к 7 годам строгого режима, Заровняева — к 5 годам с отбыванием в ИТК общего режима, Сенаторова — к 1 году строгого режима. Два частных определения также были вынесены в адрес УВД облиспоколма и областной прокуратуры. Рыжков был этапирован в Балашов для отбывания тюремного срока, а Збандут вскоре при этапировании в колонию был убит на пересыльном пункте в Ослянке Пермской области. В дальнейшем Рыжков снова оказался в центре внимания, когда в 2011 году его арестовали по обвинению в ограблении и изнасиловании двух девушек.
Оперативников, участвовавших в штурме квартиры, встретили в Москве не только руководители Седьмого управления КГБ СССР, но и заместитель председателя КГБ Г. Е. Агеев. При этом не все участники штурма квартиры были отмечены государственными наградами. Однако подросток, который сообщил оперативникам по телефону местонахождение банды, был по решению Кировского суда досрочно освобождён: документы на освобождение подал лично Лянгер.

## Отражение в культуре
Захват заложников и операция по их освобождению стали основой для сюжета фильма «Побег» из цикла «Следствие вели» с Леонидом Каневским. В съёмках участвовали сотрудники Управления ФСИН по Саратовской области (съёмки тюрьмы), оперативники ФСБ (в роли сотрудников «Альфы») и милиционеры ГУВД (оцепление улиц на время съёмок). Роли бандитов сыграли актёры местного театрального факультета консерватории.

## Комментарии
1. ↑  С. Ю. Михайлов указывал, что Рыжкову было 27 лет на момент захвата заложников в изоляторе, а сам он был осуждён 21 августа 1980 года
2. ↑  Имя и фамилия приведены согласно тексту публикации журнала «Общественное мнение»; в документах он значился как Г. П. Збандут[6]
3. ↑  На жаргоне подобных людей называли «кумами»[6]
4. ↑  По другим данным — в 18:45[6]
5. ↑  Младший инспектор СИЗО № 1 г. Саратова[10]
6. ↑  По словам журналиста Сергея Михайлова, ими было захвачено в заложники четыре подростка[8], хотя Михаил Болтунов указывал всего двух — Фёдоров А. В. и Бекетов Ю. М. (оба 1972 г. р.)[3].
7. ↑  Согласно некоторым данным, к каждому из пистолетов должны были прилагаться по 3 магазина, что означало передачу 12 магазинов[12]
8. ↑  В других источниках утверждается, что преступники требовали также автоматы[11]